# Senologie
Die Senologie (von französisch le sein ‚die Brust‘, von lateinisch sinus ‚Krümmung, Bausch des Gewandes, Busen‘) ist die Lehre der weiblichen Brust. Die Bezeichnung geht zurück auf den Begründer der Senologie, Charles Marie Gros aus Straßburg, der 1972 mit der Senologic International Society (SIS) die erste Vereinigung zur medizinischen Erforschung der weiblichen Brust schuf. Sein Ziel war es, „alle mit den normalen und gestörten Funktionen der weiblichen Brust befassten Ärzte zusammenzuführen.“
Der 1. Internationale Kongress der SIS fand 1980 in Hamburg statt und brachte unter anderem die im Jahr darauf folgende Gründung der Deutschen Gesellschaft für Senologie hervor.
Das Arbeitsgebiet der Senologie erstreckt sich von biologischen, physiologischen und anatomischen Grundlagenfächern über diagnostische und therapeutische Verfahren bis hin zu Nachsorge und Krankheitsprävention. Im klinischen Bereich findet sich ein weites Spektrum an Fachdisziplinen: (plastische) Chirurgen, Gynäkologen, Internisten, Pathologen, Radiologen und Onkologen befassen sich mit den verschiedenen Aspekten der Diagnostik und Therapie von Brustdrüsenerkrankungen. Dabei bemühen sich Senologen verstärkt um eine ganzheitliche Sicht der Patientinnen, die auch psychische und soziale Aspekte mit einschließt. 
Zentrale Themen der aktuellen senologischen Forschung sind Vorgänge im Rahmen der physiologischen, respektive gestörten Brustentwicklung und besonders die Entstehung und Behandlung von gut- und bösartigen Neubildungen bis hin zu Mammakarzinomen. Ein Ziel ist, die Zahl und Schwere der Neuerkrankungen zu verringern, indem effektivere Vorsorgemaßnahmen (insbesondere Krebsprävention) etabliert werden. Dabei spannt sich der Bogen von Patientenschulungen zum korrekten Abtasten der eigenen Brust bis zur Entwicklung von strengen Qualitätssicherungsprogrammen im Bereich Mammografie. Ein weiterer Schwerpunkt ist die kontinuierliche Weiterentwicklung chirurgischer Techniken zur Brustrekonstruktion und Mamillenrekonstruktion. Da ganz überwiegend brusterhaltend gearbeitet wird, sind vollständige Brustamputationen inzwischen nur noch selten vonnöten. Während bei der klassischen Brustvergrößerung grundsätzlich Implantate eingesetzt werden, die mit Silikongel oder Kochsalzlösung gefüllt sind, geht in der modernen rekonstruktiven Chirurgie der Trend zunehmend in Richtung von Techniken, bei denen Eigengewebe, beispielsweise in Form von Bauchlappen, zum Brustaufbau verwendet wird.

## Bekannte Senologen (Auswahl)
- Christoph Andree
- Roland Bässler
- Gunther Bastert
- Karl Bilek
- Sara Brucker
- Erich Burghardt
- Manfred Dietel
- Holger V. O. Dieterich
- Gerhard Freilinger
- Volker Friedberg
- Christian Herfarth
- Georg Hörmann
- Werner Hohenberger
- Manfred Kaufmann
- Rolf Kreienberg
- Heinrich Maass
- Christian Marth
- Christian Menzel
- Gunter von Minckwitz
- Mahdi Rezai
- Ingo B. Runnebaum
- Anton Scharl
- Heinrich Schmidt-Matthiesen
- Hilde Schulte
- Paul Sevelda
- Peter M. Vogt
- Diethelm Wallwiener
- Hans Wilken